# あべけん太
あべ けん太（あべ けんた、1987年4月2日 - ）は、日本の会社員・タレント。本名は安部 健太（読み同じ）。ダウン症候群当事者であり、タレント活動の際は「ダウン症のイケメン」と自称している。

## 経歴
3人姉弟の末っ子として生まれ、生後すぐにダウン症候群だと診断された。公立の小学校、中学校の普通学級を卒業後横浜市内のフリースクールに入学、その時両親から自身がダウン症候群の当事者である事を告げられたという。その後IT関係の企業に就職し総務部にて書類の入力やオフィスの清掃を担当するようになった。そのかたわら障害当事者のタレントのマネジメントを担当する芸能事務所「ケイプランニング」に所属し、テレビ番組への出演や講演などの活動を始めた。
2012年からはNHK Eテレ放送のバラエティ番組『バリバラ〜障害者情報バラエティー〜』および関連番組に出演するようになった。2014年に同番組で出生前診断を特集した際は、自ら関係者や街頭の一般人を相手にインタビューを行ったり、大学で特別講義を行っている。2015年12月には同番組のスペシャル企画ドラマにて主役を演じた。
2015年11月に茨城県教育委員会委員の長谷川智恵子が障害当事者児童の出生に関して「茨城県では減らしていけたらいい」と発言し問題となった際には「言ってはいけない発言」だとこれを批判している。
2017年2月、兄が個人事務所「Down Up株式会社」を設立。
全国各地で講演会やイベント参加し、ダウン症の啓発活動に励んでいる

## 私生活
- 2011年に母親が事故で死去、父親・兄と同居している[3]。趣味として絵画、水泳、レスリング、ボクシングをしている[1]。
- ビールが好物だが、たばこは嫌いだという。
- ホノルルマラソンを11時間台で完走。
- 普通自動車運転免許を取得している。

## 著作
- 『今日も一日、楽しかった』（朝日新聞出版、2017年、ISBN 978-4022514844）

## 出演

### 映画
- バケツと僕!（2018年3月3日、彩プロ）
- ある日本の絵描き少年（2019年3月2日公開） - マサル 役

### テレビ
- ハートネットＴＶ フクチッチ ダウン症 前編・後編 （2025年5月8・15日、Ｅテレ）